# Mabel Albertson
Pour les articles homonymes, voir Albertson.
Mabel Albertson est une actrice américaine, née le 24 juillet 1901 à Lynn (Massachusetts) et morte le 28 septembre 1982 à Santa Monica (Californie).

## Filmographie
- 1928 : Gang War : Prologue
- 1939 : Mutinerie sur le 'Black Hawk' (Mutiny on the Blackhawk) de Christy Cabanne : The Widow
- 1952 : My Pal Gus : Mrs. Frisbee
- 1952 : About Face de Roy Del Ruth
- 1953 : She's Back on Broadway de Gordon Douglas : Velma Trumbull
- 1953 : So This Is Love de Lew Landers : Mary Garden
- 1954 : Romance sans lendemain (About Mrs. Leslie) : Mrs. Sims
- 1954 : La Veuve noire (Black Widow) : Sylvia, Nanny's Employer
- 1955 : Ma and Pa Kettle at Waikiki : Mrs. Teresa Andrews
- 1955 : La Toile d'araignée (The Cobweb) : Regina Mitchell-Smyth
- 1955 : Those Whiting Girls (série télévisée) : Mrs. Whiting
- 1956 : La Rançon (Ransom !) : Mrs. Partridge
- 1956 : Son ange gardien (Forever, Darling) d'Alexander Hall : Journaliste
- 1957 : Four Girls in Town : Mrs. Conway
- 1957 : Man Afraid : Maggie
- 1958 : The Female Animal : Irma Jones
- 1958 : Les Feux de l'été (The Long, Hot Summer) : Mrs. Stewart
- 1958 : Retour avant la nuit (Home Before Dark) de Mervyn LeRoy : Inez Winthrop
- 1959 : Le Bourreau du Nevada (The Hangman) : Person
- 1959 : Tiens bon la barre, matelot (Don't Give Up the Ship) de Norman Taurog : Mrs. Trabert
- 1959 : Un mort récalcitrant (The Gazebo) : Miss Chandler
- (série télévisée) : Irene Brady (unknown episodes)
- 1960 : Les Jeunes loups (All the Fine Young Cannibals) : Mrs. McDowall
- 1960 : The Tom Ewell Show
- 1961 : Il a suffi d'une nuit (All in a Night's Work) : Mrs. Kingsley
- 1962 : L'École des jeunes mariés (Period of Adjustment) de George Roy Hill : Mrs. Alice McGill
- 1964 : Ma sorcière bien-aimée (Bewitched) (TV) : Phyllis Stephens
- 1966 : L'Homme à la tête fêlée (A Fine Madness) : Chairwoman
- 1966 : Les Mystères de l'Ouest (The Wild Wild West), (série TV) - Saison 2 épisode 8, La Nuit des Bagnards (The Night of the Bottomless Pit), de Robert Sparr : Mrs. Grimes
- 1967 : Pieds nus dans le parc (Barefoot in the Park) : Harriet
- 1968 Le Virginien (TV) saison 7 épisode 13 (Big Tiny) : Ma Lacey
- 1970 : Melinda (On a Clear Day You Can See Forever) : Mrs. Hatch
- 1970 : The House That Would Not Die (TV) : Mrs. McDougal
- 1972 : On s'fait la valise, Doc? (What's Up, Doc?) de Peter Bogdanovich : Mrs. Van Hoskins
- 1974 : Pete 'n' Tillie (TV) : Norma Jean Ryerson
- 1975 : Ladies of the Corridor (TV) : Mrs. Lauterbaqch